# 스모크 2 - 블루 인 더 페이스
《스모크 2 - 블루 인 더 페이스》(영어: Blue in the Face)는 미국에서 제작된 폴 오스터와 웨인 왕 감독의 1995년 코미디 영화이다. 하비 카이텔 등이 출연하고, 그레그 존슨 등이 제작에 참여하였다.

## 출연진
- 하비 카이텔
- 빅터 아고
- 키스 데이비드
- 잔카를로 에스포시토
- 마이클 J. 폭스
- 멜 고럼
- 재러드 해리스
- 짐 자머시
- 마돈나
- 루 리드
- 마이클 배덜루코
- 로잰 바
- 미라 소비노
- 릴리 톰린
- 멀릭 요바
- 루폴

## 기타 제작진
- 공동 제작: 구로이와 히사미
- 협력 제작: 프랜시 그레이스
- 배역: 하이디 레빗
- 미술: 칼리나 이바노프
- 의상: 클로디아 브라운
- 편집 자문: 메이지 호이
- 음악 제작 감독: 데이비드 번
- 음악 연주 참여: 빌리 마틴